# Чокана
Чокана (рум. Ciocana) — район міста Кишинева. Займає східну частину міста. Населення — 119100 осіб (2014).
До району належать місто Вадул-луй-Воде, села Бубуєч, Будешть, Колоніца, Крузешть, Тогатін.

## Історія
Чокана виник на місці колишнього поселення Чокана Ноуе (Нова Чокана), яке разом з Чокана Веке (Стара Чокана) знаходилося на території маєтку Чокана, перша згадка про який датована 23 листопада 1757 року. Сектор був включений в міську межу тільки в 1959 році, а до цього підпорядковувався адміністрації села Вістернічени.
Чокана значно перебудовується у 1960-1970-ті рр., коли межа Кишинева просувалася на схід і споруджувалися нові мікрорайони (Отоваска і ін.). Будуються 9- і 16-поверхові будинки, будівлі культурного, громадського і торговельного призначень, створюється ряд важливих промислових підприємств. Закладаються основні магістральні вулиці.
Чокана — також важливий промисловий район міста. Тут знаходяться комбінат по виробництву будматеріалів, картонна фабрика, фабрика з виробництва дзеркал, завод побутової хімії, ТЕЦ-2 і багато інших підприємств.

## Вулиці
Головні магістралі сектора:
- Джінта Латіне,
- Каля Басарабієй,
- Вадул-луй-Водська,
- Алеку Руссо,
- Мілеску-Спетару,
- Мірча чел Бетрин.